# 凌義渠
凌義渠（1593年—1644年4月26日），字駿甫，號茗柯，浙江湖州府烏程縣人，明代政治人物，官至大理寺卿。工於詩。李自成陷京師後，自缢殉國。弘光朝，贈刑部尚書，諡忠清。

## 生平
萬曆二十一年（1593年），凌義渠出生於浙江湖州府烏程縣織里鎮。長大後少負令聞，與同鄉里的溫璜被時任縣令馬思理賞識。
天啟四年（1624年）中舉人。天啟五年（1625年）聯捷進士。崇禎三年（1630年），授禮科給事中，知無不言。凌義渠居諫垣九年，建白多。
崇禎十六年（1643年），入朝為大理寺卿。
崇禎十七年（1644年），三月李自成率農民起義軍進攻北京，朝廷召對，凌義渠赴長安門，閉門守衛。後傳來城陷消息，待凌義渠還朝，十九日崇禎皇帝已駕崩，於是扶牆哀號，以頭觸柱，血流滿面。門生勸其保重，他厲聲陰止，獨坐焚燒平生愛好之書。二十日破曉，凌義渠穿紫衣拜闕，作遺書辭別父母，後懸樑自盡。年五十二歲。南明贈刑部尚書，諡忠清。清廷又賜諡忠介。

## 著作
凌義渠殉國前盡毀詩文，現存《凌忠介集》係友徐汧門人姜垓所校定，有四卷文二巻，存錄於《四庫全書》中。

## 傳記
《明史》卷二六五·凌義渠傳

## 延伸阅读
[在维基数据编辑]
 《明史卷二百六十五》，出自《明史》